# Smirnenski Point
Der Smirnenski Point (englisch; bulgarisch нос Смирненски nos Smirnenski) eine Landspitze an der Ostküste von Robert Island im Archipel der Südlichen Shetlandinseln. Sie bildet 1,2 km nordwestlich des Perelik Point die Nordwestseite der Einfahrt zur Garnya Cove.
Bulgarische Wissenschaftler kartierten sie 2008. Die bulgarische Kommission für Antarktische Geographische Namen benannte sie im selben Jahr nach dem bulgarischen Dichter Christo Smirnenski (1898–1923).